# Lužice (okres Olomouc)
Obec Lužice (německy Luschitz) se nachází v okrese Olomouc v Olomouckém kraji. Leží na Hané, na řece Sitce asi 2 km západně od Šternberka. Žije zde 407 obyvatel.

## Historie
První písemná zmínka o obci pochází z roku 1141, kdy patřila olomoucké kapitule. Od 13. století až do vzniku obecních samospráv v roce 1850 byla součástí šternberského panství, poté šlo o samostatnou obec v politickém a soudním okrese Šternberk. Její obyvatelé se živili převážně zemědělstvím, fungovala zde také cihelna a mlýn. Původní lichtenštejnský statek v Lužicích byl za první republiky v rámci pozemkové reformy rozparcelován a nejvíce tehdy získal známý zápasník Gustav Frištenský. Gustav zde hospodařil společně se svým bratrem Františkem, taktéž zápasníkem. František v Lužici žil od roku 1925 či 1926 až do roku 1938, kdy odešel s celou rodinou do Bedihošti.
Lužice byly národnostně smíšené, ale po roce 1938 se staly součástí Německem zabraných Sudet, byly přímo hraniční obcí s Protektorátem. Německá škola vznikla již v roce 1853. Česká státní menšinová škola s mateřskou školou vznikla v roce 1921 a v roce 1927 pro ni byla postavena nová budova. V letech 1971 až 1991 byly Lužice součástí Šternberka, 1. ledna 1992 se opět osamostatnily.
| Rok      | 1869 | 1880 | 1890 | 1900 | 1910 | 1921 | 1930 |
| -------- | ---- | ---- | ---- | ---- | ---- | ---- | ---- |
| Obyvatel | 386  | 421  | 508  | 484  | 427  | 549  | 555  |
| Domů     | 58   | 60   | 61   | 64   | 67   | 68   | 76   |
| Rok      | 1950 | 1961 | 1970 | 1980 | 1991 | 2001 | 2011 |
| Obyvatel | 364  | 435  | 374  | 366  | 330  | 358  | 333  |
| Domů     | 81   | 76   | 84   | 87   | 97   | 99   | 104  |

1. ↑  Z toho 307 osob národnosti německé a 248 československé.[11]

## Pamětihodnosti
- Zvonice sv. Floriána z 2. poloviny 18. století